# Karikatura
Karikatura (izraz izhaja iz italijanske besede caricare - obrniti se, pretiravati) pomeni ostro poudarjeno predstavitev družbenih ali političnih in včasih zasebnih ali splošnih človeških tem, predvsem s pomočjo grafike.
Karikatura je upodobljena slika, ki poenostavljeno ali pretirano prikazuje značilnosti svojega predmeta s skiciranjem, potezami s svinčnikom ali drugimi umetniškimi risbami.
Karikatura, predvsem politična, je bolj kot vsa druga umetnost podvržena vsakdanjim kritikam in komentarjem. Zastopa karikaturistov pogled na svet in dokler je le-ta predstavljen na smešen, vendar ne žaljiv način, je vsekakor dobrodošla spremljevalka našega vsakdana. Velikokrat se zdi neopazna, vendar ima lahko velik vpliv na javnost, lahko je kot močno orožje. Žal je zaradi tega včasih tudi izkoriščena za razna podpihovanja in sovražne govore. Njena objava lahko v časopisih povzroči negativne posledice, kot je to bilo v primeru objave Mohamedovih karikatur na Danskem, kar je sprožilo veliko ogorčenje s strani muslimanov in pritegnilo pozornost svetovne javnosti.
Vendar pa prava karikatura ni sovražna in ni uperjena proti nekaterim posameznikom ali skupinam. Karikatura je med nami zato, da na bolj ali manj drzen in piker način beleži sedanjost in na zabaven način spodbuja k razmišljanju. To je umetnost, ki je sposobna nenehno presenečati in šokirati.
V literaturi je karikatura opis osebe s pretiravanjem nekaterih značilnosti in preveč poenostavljanjem drugih.

## Uvod
Dandanes si težko predstavljamo družbo brez časopisa, v katerem so redno objavljane karikature, ki se običajno navezujejo na aktualno politično in družbeno dogajanje. Vendar pa karikature niso bile od vedno povezane s časopisi, pravzaprav tudi danes ni obstoj vseh vrst karikatur vezan nanje.
Zdi se, da ima karikatura že od nekdaj pomembno vlogo v političnem in kulturnem dogajanju, največkrat kot kritičen, oster, krut, nekoliko zloben, kdaj tudi krivičen odziv na aktualna dogajanja. Karikatura lahko v rokah karikaturista postane močno orožje, ki poudarja vrline, vendar pa pogosteje odkriva napake. S svojim pojavljanjem v množičnih občilih posega v družbeno dogajanje, oblikuje javna mnenja in je nasploh nepogrešljiva spremljevalka našega vsakdanjika.
Tako kot se je pojavil nov tip upodabljanja oseb in dogodkov, se je morala zanj pojaviti tudi nova beseda. Zgodovina besede karikatura sega vse tja do časa, ko so Rimljani prevzeli galsko besedo karros, ki pomeni vozilo. Nastala latinska beseda carrus je botrovala nastanku mnogih besed v evropskih jezikih, ki imajo pomen povezan z voziti oziroma prenašati. Še ena naslednica besede carrus pa je beseda karikatura, ki izhaja iz italijanske besede caricare, ki pomeni prenašati, težiti in pretiravati. Zgodnja definicija se pojavlja v knjigi Christian Morals angleškega zdravnika Thomasa Browna, objavljeni posthumno leta 1716.
- »karikatura it. - Smešno in pikro spačena podoba«
- »karikatura it. – (caricare - naprtiti, natovoriti, pretiravati), prikazovanje oseb, dogajanja ali predmetov v izrazito iznakaženi obliki z namenom posmehovanja; karikatura se posmehuje negativne družbeno-politične pojave ali negativne poteze posameznih oseb, ampak služi tudi kot orožje politične agitacije«
- »Karikatura je ravna črta, ki se zvija od smeha«

Tekom zgodovine so se pojavljale razne definicije karikature. Beseda kot taka se je prvič pojavila v zvezi z risbami Carraccijev in skic človeškega obraza z deformiranimi potezami. Prvotnemu pomenu besede caricare - pretiravati - je bilo kasneje dodano »preobložiti s karakterističnimi črtami«. Bila je definirana tudi kot razvedrilo, ki je burleska karakterjev ali pretiravanje človekove narave. Karikatura pa je bila definirana tudi kot vsako močno deformiranje. Tem opredelitvam so se s časom pridružile nove kot: karikatura mora poleg spreminjanja oblike upoštevati tudi redukcijo oziroma shematizacijo. V glavnem pa se beseda uporablja za deformacijo podobe človeškega obraza in telesa.

## Portretna karikatura
Najprej ob tej besedi verjetno pomislimo na smešno risbo, ki ima mnogo uporabnih področij, kot so ilustracija literarne smešnice, splošne dnevne družbeno kritične ali politične satire ali na reklame. Mnogi risarji smešnic pogosto uporabljajo vedno isto figuro, ki jo lahko posnema skoraj vsakdo, ko se jo enkrat nauči risati. Uspeh karikature leži pri tem bolj v bleščeči literarni domislici kot v ročni spretnosti. Tudi družbeno kritične risbe velikih slikarjev kot so Goya, Daumier, Chodovicki ali Doree v tem smislu niso karikature, ampak karakteristično in tipično videne figure s potezami, podobnimi portretu.
Portretna karikatura zahteva najvišje risarsko znanje in je tudi najoprijemljivejši prikaz, kako je lahko nekaj oblikovano iz skrbno opazovane narave, prikaz kako se lahko risar poglobi v bistvo človeka, ki ga portretira. Likovno oblikovanje doseže višek vedno v dveh stvareh: v najskromnejši možni izbiri značilnih oblik obraza in v stopnjevanju le-teh. Karikaturist lahko oboje poudari še z držo in kretnjami celotne figure.
Kot pri vsakem umetniškem oblikovanju vodita k oblikovanju portretne karikature dve izhodiščni skrajnosti. To je občutek vidnega oziroma vtis ob pogledu in drugo, kar karikaturist ve o značilnostih, slabostih in pozitivnih straneh portretiranca, torej o splošnem duševnem vtisu. Drugi vtis lahko nastane tudi, če določenega človeka risar še nikoli ni videl, zato lahko v abstraktnem smislu karikatura nastane tudi, če »predmeta« karikaturist ne bi poznal.
Pri taki karikaturi je seveda najpomembnejši upodobljenec (in ne na primer situacija). Ker gre za portretno karikaturo, moramo upodobljenca prepoznati brez podpisa. Ta karikatura torej temelji na karakterističnih oblikah. Vizualno gledano mora risar vedeti kaj pomeni ta ali druga oblika linije, je neki pogled tipičen ali slučajen, je v zvezi z anatomskim in fizionomskim znanjem moč iz tega zaznati značilnosti človeka, ter kaj je njegova glavna in kaj stranska značilnost. Če pa izhaja vtis iz duševne predstave, bo risar iskal značilnosti oblike, ki jo lahko izrazi. Na osnovi duševnega vtisa iz tega izlušči kar je zanj bistveno in to nadgrajuje. V glavnem pa sta istočasno bistvena vidni in duševni vtis, ki se med seboj dopolnjujeta. Ustvarjanje portretne karikature je velika sposobnost, pri čemer ni pomembno ali nastaja hitro ali počasi.
Načini nastajanja portretne karikature so različni. Risar lahko začne z več študijami portreta in jih sistematično razvija. Skozi prosojen papir nato preriše izbrane forme in jih stopnjuje. Ta postopek lahko nekajkrat ponovi. Lahko pa začne karikaturo risati po modelu takoj, ali pa jo nariše celo po spominu.

## Situacijska karikatura

### Politična in časopisna karikatura
Že ime časopisna karikatura pove, da se taka karikatura največkrat pojavlja v tiskanih medijih. Taka karikatura se po navadi pojavlja kot komentar in odziv na aktualne dogodke. Veliko bolj kot prepoznavanje določene osebe je pri situacijski karikaturi pomembno prepoznavanje dogodka oziroma situacije.
Poznavanje načina življenja in mišljenja ter seveda političnih dogodkov je nujno za razumevanje karikature določenega časa, še posebej, če je ta čas od sedanjega že precej oddaljen. Glede na svojevrstnost likovnega oblikovanja lahko šele tako razumemo raznovrstne pomene karikatur. Da gledalec lahko karikaturo razume, mora le-ta vsebovati ključne elemente dogodka, ki mu omogočajo prepoznavanje konkretnih političnih oseb in dogodkov iz družbenopolitičnega življenja. Kakor so politični govori polni retoričnih figur, tako karikatura uporablja njim enakovredne oblike. 
Situacijska karikatura se skupaj s kulturno-zgodovinskim spominom ter s kombinacijo oblik, njihovo deformacijo in kondenzacijo pojavlja kot prispodoba določenega časa.

## Zgodovina karikature
Časopisna karikatura izhaja iz likovne satire, katere izvore najdemo že v antiki. V poznem srednjem veku in renesansi so nastajale upodobitve portretirancev z nastalimi deformacijami v različne namene. V krščanski tradiciji je estetika grdega nosilec zla, zaradi česar upodobitve ne temeljijo na opazovanju.
Predhodnike karikature lahko najdemo v nizozemskem slikarstvu s konca 15. in začetka 16. stoletja. Na alegoričnih religioznih in žanrskih slikah so upodobitve pohabljencev, pritlikavcev, ipd. Protestantska grafika je kot učinkovito propagandno sredstvo nasprotnikom nadevala živalske glave, papež pa je bil prikazan kot Antikrist in peklenski izrodek.
V 17. stoletju pa se je v Italiji razvila prava portretna karikatura. Poleg obraza so popačili in poenostavili celotno figuro.
Politična karikatura kot jo poznamo danes se je začela razvijati v 18. stoletju v Angliji. Dva velika praktikanta karikaturne umetnosti v Veliki Britaniji v 18. stoletju Thomas Rowlandson (1756–1827) in James Gillray (1757–1815). Rowlandson je bil bolj umetnik in njegovo delo je navdihnilo predvsem širšo javnost. Gillray se je bolj ukvarjal z zlobno vizualno zasičenostjo političnega življenja. Bila sta velika prijatelja in sta se vrtela skupaj v londonskih lokalih.
V Franciji so se v 19. stoletju uveljavljali satirični listi in z njimi tudi karikature, ki so postale njihov nepogrešljivi del. Satirični listi so se kmalu razširili po Evropi in karikatura je postala nov žanr množične zabave.

### Karikatura v Evropi in na Slovenskem v 19. stoletju
Karikatura je bila že od samega začetka vključena v časnikarski koncept satiričnih listov. V časopise se je preselila iz ateljejskih poskusov in akademskih vaj. Je neke vrste protest proti logičnemu, urejenemu svetu lepote. Ker gre pri karikaturi za slačenje in odkrivanje napak, je le ta predstavljala nevaren in izzivalen prestop pravil. Spačena in deformirana slika je bila zato označena zgolj za komično in potisnjena iz umetnosti, ker kot taka ne bi mogla narediti škode. Do devetnajstega stoletja je bila karikatura na robu likovne umetnosti in je veljala za nasprotje akademske estetike in lepote, kar je več ali manj ostala vse do danes. Karikatura je bila poimenovana kot nora in neumna, ravno zaradi tega ker je mejna likovna zvrst. Vendar pa ima karikatura poseben odnos do realnosti, saj ruši navidezno urejenost in razumnost sveta v kaos, in s tem ironično in z metaforami pokaže resnico.
Tako kot danes, tudi v 19. stoletju ni bilo natančno začrtane meje do koder sme segati posmeh in karikiranje, in odnos do karikatur je bil zelo resen. Cenzura kot vladna institucija je karikaturiste in urednike kaznovala za vsako predrznost, z denarnimi globami ali celo s čim hujšim. Tako so počasi finančno uničili lastnike časopisov ter utišali njihove urednike. V 19. stoletju se je uveljavil parlament in pojavljale so se nove politične stranke, v časopisih pa se je oblikovalo javno mnenje. Humoristični listi pa so predstavljali tisti prostor, kjer so se politični konflikti in agresija sproščali ob zabavnih besedilih in slikah. Zbadanja, agresija in gnev ljudstva so se iz zabavljaštva privatnih krogov preselila v časopise, tako sta karikatura in satira postali orožje v rokah meščanske družbe.
Karikatura, ki se je razvila s francoskimi humorističnimi listi in se zgledovala pri angleški karikaturi 18. stoletja, je uvedla novo stopnjo portretne karikature. Tako so se poleg deformacije v karikaturi pojavljali elementi simbolike, antropomorfizacije, personifikacije in razne fantastične oblike ter paradoksalne situacije. Karikature imajo podoben namen in govorico kot v literaturi anekdote, parodije, satire, burleske, ipd. Učinkujejo komično, včasih celo groteskno in absurdno, v nekaterih se da zaznati črni humor. Odtenke različnih razpoloženj tako kot v literaturi avtorji dosežejo s svojo tehniko in izbrano vsebino.
Satirični listi so za začeli pojavljati tudi na Slovenskem, ko so Slovenci začeli aktivneje vstopati v politično življenje Avstro-Ogerske. Karikatura, ki se je pojavljala na slovenskem v devetih humorističnih listih med letoma 1869 in 1895, je le redko dosegala prej omenjeno razvojno stopnjo »pravih karikatur«. Karikaturisti, katerih dela so bila objavljena v slovenskih humorističnih listih, so v glavnem uporabljali tip karikature »sittenkarikatur«, karikaturo nravi, kateri so dodajali aktualne politične dogodke. Niso se veliko poigravali z deformacijami in kompozicijo, prostor je ostajal realen, tako niso izrabili možnosti fantastičnih kombinacij, ki jih karikatura lahko uporablja kot razkošje. Mojster tistega časa je bil francoski karikaturist Grandville in v slovenskih časopisih so se pojavljale le variacije nekaterih njegovi del. Najpogostejša je bila uporaba antropomorfizacije, zamenjave značajskih potez z živalskimi značajskimi potezami, ki pa je bila označena kot najpreprostejši in najbolj naiven način karikiranja človeškega značaja. Karikaturisti, ki so objavljali v slovenskih humorističnih listih 19. stoletja, so pogosto upodabljali situacije iz krščanske ali ljudske simbolike. Vendar pa so bile karikature sestavljene enostavno, brez širšega zgodovinskega in kulturnega povezovanja dogodkov.
Tehnika risanja karikatur je v 19. stoletju postala bistvena. V tistem času je svoj vrh doživljala francoska karikatura, in sicer v času med revolucijo 1830 in pariško komuno. Uredniki slovenskih humorističnih listov so večinoma kupovali klišeje karikatur, ki so bili narejeni na tekočih trakovih velikih evropskih tiskarskih hiš. Pogosto so bile delo čeških in drugih tujih karikaturistov, čeprav naj bi nekatere bile narejene izključno za katerega od slovenskih humorističnih listov.
Eden od prvih humorističnih listov na Slovenskem je bil časopis Brencelj, ki je izhajal v Ljubljani od leta 1869 do 1875 in spet od 1877 do 1886. Vsa ta leta je bil njegov lastnik, glavni urednik, izdajatelj, pisec idr. Jakob Alešovec. Kdo pa je bil avtor karikatur, ki smešijo takratno avstrijsko notranjo in zunanjo politiko ter ljubljansko družabno in družbeno življenje, avtor, ki je objavljal vse od leta 1870 dalje, pa ni popolnoma znano. V prvih številkah se ne da razbrati avtorjevih začetnic. Kasneje v letih 1872-1873 se poleg rednega zapisa Blaznikova tiskarna na zadnji strani pojavlja še napis »Podobe Matoloni na Dunaju«. Leta 1874 se je v treh številkah pod karikaturo podpisal Pražanski, ki se je ponovno pojavil šele v Rogaču, ko je Brencelj že nehal izhajati. Verjetno je imel Alešovec v petnajstih letih izhajanja Brenclja več različnih karikaturistov. V letih 1879/80 se na karikaturah pojavljajo inicialke FZ ali podpis Franjo, večkrat zapisan v zrcalnem zapisu. Najverjetneje sta FZ in Franjo ista oseba.
Edina oseba iz političnega življenja, ki je prisotna v vseh Brencljevih številkah, je Dragotin Dežman. Bil je doktor prava, politik, publicist, ljudski pesnik in slovenski poslanec. Pesem »Proklete grablje«, v kateri se je norčeval iz slovenskih kmečkih fantov, ki niso več znali slovenskega jezika, potem, ko so se šolali v nemških šolah, je postala motiv za sramotenje Dežmana. Njegova podoba z grabljami je postala karikaturistova tipizirana figura, tako rekoč sinonim za mladoslovence imenovane tudi nemčurji. Tudi Dežmanov odnos do slovenske kulture je postal predmet posmeha. Trdil je, da slovenski narod ni sposoben imeti enakovredne kulture nemški, zato ga je Brencljev karikaturist narisal, kako poskuša na grmadi skuriti slovensko kulturo, kot prispodobo, kako se Dežman hoče znebiti slovenske kulture.
Isto leto kot Brencelj je začel izhajati tudi časopis Jurij s Pušo. Napovedoval je, da ne bo prizanašal nikomur in da bo postregel z resnico. Urednik Gašper Martelanc se je teh načel držal že v tretji številki prvega in edinega letnika 1869. Objavljena je bila karikatura s podobo telesa z dvema obrazoma in sicer na račun spolzke politike Tomana in Svetca, dveh slovenskih poslancev v državnem zboru. Na karikaturi poskušata poslanca skriti svojo neenotno politiko glede slovenskega narodnopolitičnega programa za Bleiweisovimi Novicami. Na naslovnici iste številke je bil objavljen »Načrt grba prihodnjega slovenskega kraljestva«, ki tudi komentira Tomanovo in Svetčevo politiko. Grb prikazuje križanje kot dvomljivo prihodnost slovenskega kraljestva, kjer je nosilni steber državni zbor, trnjeva krona pa so slovenski poslanci. Zaradi že prej omenjene karikature s Tomanom in Svetcem je bil globoko užaljen marsikdo povezan z Bleiweisovimi Novicami. Kot odgovor na njihove protinapade je Jurij s pušo objavil pesmico posvečeno Brenclju oziroma kar Alešovcu osebno. Alešovec je bil Bleiweisov učenec oziroma dopisnik. S pomočjo Brenclja se je loteval predvsem mladoslovencev, napake staroslovencev pa je spregledal.
Leta 1870 se je pojavil še en humoristični časopis in sicer Levstikov Pavliha. Levstik je imel med takratnimi slovenskimi politiki poseben status. Njegova pronicljiva razmišljanja o slovenskem jeziku, ki je bil takrat predmet spotike med mladoslovenci in staroslovenci, je znal spretno uporabiti kot orožje, tako proti enim kot proti drugim. Ravno zaradi tega si je nakopal sovražnike iz obeh taborov, tako, da se je moral zaradi klevetanja odpovedati Pavlihi.
Konec šestdesetih let devetnajstega stoletja je sodeloval pri pripravah slovenskega slovarja, vendar je delo izgubil, ker je bil nekaterim v napoto. Nekaj časa je bil v težkem gmotnem položaju, nekaj je zaslužil s tem, da je deželnega predsednika Conrada učil slovenščino. Na začetku leta 1870 pa ga je Josip Stritar povabil na Dunaj, da bi mu pomagal urejati Zvon. Levstik je na Dunaju ustanovil svoj humoristični časopis s pomočjo posojila, ki ga je dobil ob slovesu od deželnega predsednika Conrada. O tem posojilu pa so se razširile govorice, da je Levstik bil podkupljen. Deželni predsednik teh govoric ni dovolj močno zanikal, mladoslovenci in staroslovenci pa so jih kasneje izkoristili kot glavne argumente proti Levstiku. Potem, ko je bila v Pavlihi objavljena karikatura Valentina Zarnika, je užaljeni krog okrog stranke Slovenskega naroda Levstiku hotel vrniti udarec. Mladoslovenci so bili brezskrbni, dokler so se v prvih številkah Pavlihe pojavljale le karikature politikov iz drugih političnih krogov. V šesti številki pa je Zarnik upodobljen čepeč med dvema stoloma. S to karikaturo je prikazana nenačelnost mladoslovencev, ki so za en poslanski sedež prodali svoja načela. Zarnik je namreč kandidiral kot dvoji kandidat.
Kot rezultat vsega spletkarjenja se je Levstik umaknil in Pavliha je nehal izhajati po sedmih številkah, vendar pa je kljub kratkemu obstoju v slovensko časnikarstvo vnesel najboljše karikature. Levstik je med svoje karikaturiste pridobil enega najboljših karikaturistov, ki so tisti čas delovali na Dunaju, čeha Karla Kliča. Klič je bil ustanovitelj in glavni karikaturist dunajskega časopisa Der Floh, ki je s svojo tehniko ter likovno podobo vplival na mnoge druge dunajske časopise in je bil najbližje francoskemu tipu karikature ter humorističnega lista.
Tudi humorističen časopis Sršeni, ki je začel izhajati leta 1871, se je zgledoval po Kliču in Levstikovemu Pavlihi. Urednik Sršenov je bil Ivan Železnikar, ki si je mnoge uredniške domislice in organizacijo naslovnice sposodil od Pavlihe. Od Sršenov sta izšle le dve številki.

V osemdesetih in devetdesetih letih 19. stoletja so karikature v humorističnih listih postajale vedno manj izvirne, kar velja tudi za Jurija s pušo, ki je spet začel izhajati leta 1884.
Leta 1889 se Ivan Železnikar ponovno pojavi na slovenskem tržišču s humorističnim listom Brus. Železnikar pa ni le kupoval klišejev, vsaj glavo naslovnice mu je narisal češki karikaturist Krejčik. Večina ostalih karikatur pa so uvoženi klišeji. Karikature, ki naj bi komentirale notranjo avstrijsko politiko, so se preveč ukvarjale z odnosi med mladočehi in staročehi. Za boljše razumevanje so figure na slikah označene z besedo, vendar so poimenovane v češčini, šele zunaj okvirja risbe pa v slovenskem jeziku. Karikature zato verjetno niso nastale posebej za Brus, ampak je zaradi asociacije med mladoslovenci in staroslovenci Železnikar kupil češke klišeje. Tudi karikature same niso bile nazorne, brez besedila znotraj risbe in komentarja v besedilu bi bile le nevtralen, večpomenski znak.
Leta 1892 se je pojavil humoristični list Pavliha, ki si je ime sposodil od Levstikovega Pavlihe. Vendar pa sta tudi urednika tega humorističnega lista uporabljala klišeje karikatur, le da so tokrat izvirali iz Tržaškega zaliva in ne iz severnega dela Avstro-Ogrske.
Zanimivo je, da se v nobenem od slovenskih humorističnih listov z druge polovice devetnajstega stoletja ni pojavil karikaturist slovenskega porekla, ki bi bil sposoben s kančkom duhovitosti komentirati slovensko družbenopolitično sceno ter njene konflikte. Slovenski humoristični časopisi druge polovice devetnajstega stoletja so v glavnem delovali nekoliko brezhrbtenično, na meji med dovoljenim in nedovoljenim in s tako politiko niso pritegnili veliko sodelavcev. Slovenski humoristični listi so bolj kot cesarske cenzorje vznemirjali domače politike, ki so se nemalokrat ostro odzivali na karikature.

### Karikatura od začetka 20. stoletja do danes
Pravi preporod karikature na slovenskem pa se je zgodil ob prelomu stoletja s karikaturisti in deli Hinka Smrekarja, Maksima Gasparija, Gvidona Birolla in kasneje Franceta Podrekarja, Nikolaja Pirnata, Milka Bambiča in drugih. Vse od začetka dvajsetega stoletja naprej ima karikatura v likovni ustvarjalnosti v slovenski likovni umetnosti precej vidno vlogo.
Tudi po drugi svetovni vojni so se na Slovenskem uveljavili izvirni odlični karikaturisti, kljub temu, da oblast po vojni ni bila naklonjena kritiki. Najvidnejši med njimi so bili Bine Rogelj, Remigij Bratož in Borut Pečar. V Jugoslaviji so bile objavljane karikature, ki pa so bile politično neoporečne. Cenjene so bile predvsem protifašistične in ruske protiimperialistične karikature, kasneje, v času vietnamske vojne, pa protiameriške. Tudi zadnja leta Jugoslavije je karikatura ostajala le propagandno sredstvo nacionalne in republiške politike, tako, da je o pravi politični karikaturi v času Jugoslavije težko govoriti.
Med tem pa se je v svetu pojavilo precej odličnih karikaturistov, ki uživajo takšen ugled kot veliki kolumnisti in novinarji. Če naštejemo samo nekatere: v Združenem kraljestvu Cummingus, v ZDA Herblock in Lurie, v Nemčiji Behrendet, v Avstriji Ironimus, v Italiji Forattini.
Odlične karikaturiste pa smo dobili tudi Slovenci ob osamosvojitvi. Večinoma se še danes pojavljajo v slovenskih dnevnih časopisih, na primer Franco Juri, Marko Kočevar, Aljana Primožič in drugi.

### Slovenski karikaturisti v začetku 20. stoletja
Hinko Smrekar sodi med tiste slovenske karikaturiste, ki so bili za časa življenja premalo cenjeni in prezrti. Rojen je bil leta 1883 v Ljubljani. Leta 1900 je šel študiral na Dunaju, kot takrat mnogi Slovenci. V tistem času se je družil tudi z impresionisti. Rihard Jakopič ga je večkrat vabil na skupinske razstave, prvič pa je razstavljal leta 1904 in dobil ugodne strokovne ocene. Svoje satirične risbe je začel objavljati leta 1905 v ljubljanskem humorističnem listu Osa za katerega je izdeloval tudi naslovne predloge. Vendar pa je bil humoristični list pod nadzorom liberalne stranke in risarji so morali risati po že v naprej izoblikovanih idejah. Da se je lahko preživljal, je kasneje sodeloval še pri mnogih humorističnih listih, izdajal pa je tudi svoj časopis Pikapok.
Hinko Smrekar se je družil s številnimi slovenskimi umetniki. Blizu si je bil z Ivanom Cankarjev, nekajkrat je Smrekar Cankarja tudi karikiral, ne kot tarčo posmeha, ampak kot pozitivno figuro. Skupaj naj bi izdajala satirični list Kurent, ki bi moral iziti že leta 1907, vendar je začel precej drugačen od njunih zamisli izhajati šele leta 1918. Med drugim je narisal tudi karikaturo Otona Župančiča, ki mu je posvetil pesem ter karikature Ivana Groharja in Riharda Jakopiča. Veliko pozornosti pa so zbujale karikature takratnih pomembnežev, mnogo komentarjev je bila deležna karikatura Ivana Tavčarja.
Hinko Smrekar je bil pozoren karikaturist, ki je zadeval v kritična mesta družbe. Prizanašal ni niti kolegom niti občinstvu. Na risbi iz leta 1910 je upodobil obešene slovenske umetnike: kiparja Svetoslava Peruzzija, slikarje Maksima Gasparija, Riharda Jakopiča ter Ivana Groharja. Upodobil je tudi sebe in se z napisom na karikaturi pošalil na svoj račun: »No, tega pač ni škoda! Je pa prašanje, če spada sem?«
S smešenjem kraljeve birokracije ter Avstro-Ogrske politike pa si je nakopal veliko težav. Leta 1915 so ga zaradi tega vpoklicali v vojsko, kjer pa si je s karikaturami prislužil ovadbo in zapor.
Hinko Smrekar je imel prvo manjšo retrospektivno razstavo karikature leta 1940 v Obersnelovi galeriji v Ljubljani. S svojim delom je bil med publiko zelo priljubljen in dobil je nepričakovano ugodne kritike. Malo pred smrtjo, leta 1942, je v isti galeriji svoja dela celo podnaslovil v tujem jeziku, da bi jih lahko razumeli tudi tujci. V tistem času je razstavljal karikature na račun okupatorja in s tem izražal ves svoj gnev, tri izmed razstavljenih del pa so mu zaradi tega zaplenili.
Septembra 1942 so Hinka Smrekarja zaprli, ker je fašistična patrulja pri njemu našla ilegalini »Radio vestnik OF«. Po zaslugi znancev in sosedov, ki so takoj vdrli v njegovo hišo, vojaško sodišče ni našlo ničesar kar bi ga lahko bremenilo. Nihče ne ve koliko risb je bilo takrat uničenih in odnešenih. Vendar pa se je dediščina, ki jo je zapustil, ohranila predvsem po zaslugi Frana Vesela (1884-1944). Bil je Smrekarjev nečak in mu je velikokrat pomagal. Shranjeval je vsa pisma, listine, vloge, ipd., ki mu jih je Smrekar pošiljal. V oporoki je Vesel svoje zbirke zapustil slovenskemu narodu. Njegova zapuščina je po njegovi smrti najprej prišla v roke federalnemu zbirnemu centru, kjer se je marsikaj zgubilo oziroma je bilo »izposojeno«. Nekatera dela so po drugi svetovni vojni prišla v Narodno galerijo, nekatera v Narodni muzej, Narodna in univerzitetna knjižnica pa je prevzela rokopisno gradivo.

### Slovenska karikatura v Jugoslaviji
Bine Rogelj je bil rojen leta 1929 v Ljubljani. Študiral je na šoli za oblikovanje, kjer je začel z risanjem za šolski stenski časopis. Diplomiral je leta 1955 na Akademiji za likovno umetnost. Po nasvetu profesorja Marija Preglja je na slovenski tednik Pavliho poslal svoje izdelke, kjer je bil potem tudi zaposlen od leta 1953 do leta 1990. Bil je eden vidnejših predstavnikov svoje generacije. V svojih letih delovanja je ustvaril mnogo kvalitetnih karikatur in vplival na razvoj karikature in njeno sedanjo podobo na Slovenskem.
Bine Rogelj je za marsikatero karikaturo naredil vrsto poskusov, kajti risal jih je neposredno s tušem, ne da bi naredil predlogo s svinčnikom. Po naročilu je karikature risal le redkokdaj, raje je ideje razvijal sam. Vse življenje je živel v visokem ustvarjalnem ritmu in v svoja dela vnesel veliko idej. Skozi njegov humor in skozi tisoče risb je nastala njegova prepoznavna oblika karikature.
Borut Pečar je bil rojen leta 1931 v Petrovčah. Diplomiral je leta 1961 na fakulteti za arhitekturo v Ljubljani. Znan je predvsem po portretnih karikaturah. Gre za izrazito portretno risanje, vendar pa ga med karikature uvršča stiliziranje in deformiranje. Namen Pečarjevih karikatur ni smešenje, vendar pa so vseeno poudarjene vse lastnosti karikiranca. Kljub temu, da so Pečarjeve karikature le skop skupek črt, nadomestijo prostor in plastično obdelavo podrobnosti, portretiranec pa je prepoznaven v svoji najbolj značilni drži in svojih značajskih posebnostih. Borut Pečar je veliko prispeval k razvoju portreta, predvsem pa portretne karikature na slovenskem.
Nekaj tisoč portretnih karikatur se je pojavljalo v pomembnejših slovenskih časopisih in revijah, na televiziji, v raznih publikacijah ter v časopisih drugih jugoslovanskih republik. Na razstavah je Borut Pečar razstavljal občasne preglede svojih del, veliko karikatur pa je izšlo tudi v knjigah.

### Karikatura v Sloveniji konec 20. stoletja in danes
Razen publikacije slovenskega trienala satire in humorja Aritas v Sloveniji dandanes ni tematskega humoristično-satiričnega lista, zato današnji karikaturisti objavljajo karikature v vseh razpoložljivih časopisih, revijah ter tudi kot ilustracije k humorističnim knjigam. Sedanji karikaturisti pa tudi pogosteje kot njihovi predhodnjiki objavljajo preglede del v svojih monografijah.
Franco Juri je leta 1982 v Ljubljani diplomiral iz geografije ter italijanskega jezika in književnosti. V osemdesetih letih dvajsetega stoletja se je udeleževal raznih gibanj za človekove pravice. S politiko se sooča vsak dan, kajti v njej je dejaven tudi sam. Vendar pa je Franco Juri danes poznan in spoštovan predvsem po svojih politično-satiričnih karikaturah. Med letoma 1989 in 1993 je risal politične karikature za Delo. Od leta 2000 je neodvisen novinar in karikaturist. Je avtor petih knjig s pregledom njegovih karikatur od leta 1992 pa do leta 2006. Njegove karikature prikazujejo pomembne zgodovinske trenutke in ostala dogajanja preteklih let. Franco Juri ima priznan status vrhunskega komentatorja v svetovnem časopisju in je eden redkih svetovnih karikaturistov, ki je redno vabljen v Davos, kjer se komentatorji aktivno udeležujejo razprav.
Aljana Primožič je bila rojena v Ljubljani. Tam je končala šolo za oblikovanje in dva letnika Akademije za likovno umetnost. Karikature je najprej risala samo za hobi, konec osemdesetih let dvajsetega stoletja pa je postala samostojna karikaturistka. Njene karikature so bile objavljene v številnih časopisih in revijah. Med letoma 1991 in 1993 je risala za časopis Slovenec, potem za Slovenske novice, kjer je redna karikaturistka od leta 1998. Njene karikature niso samo politično-ekonomske, pojavljajo se tudi motivi razvratnega in vsakdanjega domačega življenja, pijancev itd. Aljana Primožič je imela že več kot 25 samostojnih razstav, njena dela pa so zbrana tudi v knjigi Heksenšusi.

## Muzeji
Obstajajo številni muzeji, posvečeni karikaturi po vsem svetu, med drugim Museo de la Caricatura v Ciudad de Mexico, Muzeum Karykatury v Varšavi, Muzej Caricatura Frankfurt, Muzej Wilhelma Buscha v Hannovru in Cartoonmuseum v Baslu. Prvi muzej karikature v arabskem svetu je bil odprt marca 2009 v Fayoumu v Egiptu.